# Pamięcin (Walentynów)
Pamięcin (Panięcin) – nieoficjalna część wsi Walentynów w województwie lubelskim, w powiecie lubelskim, w gminie Krzczonów.
W latach 1975–1998 Pamięcin był położony w ówczesnym województwie lubelskim.

## Historia
W roku 1870 wymieniany jako folwark przy wsi Majdan Walentynów w parafii Krzczonów. W 1921 roku kolonia, licząca 23 domy i 161 mieszkańców. W 1923 i 1933 samodzielna wieś, a w roku 1967 część wsi Walentynów.
Pamięcin nie występuje w rejestrze TERYT, jest zapisany w rejestrze PRNG, gdzie ma identyfikator 96652.